# Кунбатыс 1
Кунбатыс 1 (каз. Күнбатыс 1) — село в Кордайском районе Жамбылской области Казахстана. Входит в состав Масанчинского сельского округа. Код КАТО — 314847200.

## Население
В 1999 году население села составляло 178 человек (98 мужчин и 80 женщин). По данным переписи 2009 года, в селе проживало 289 человек (144 мужчины и 145 женщин).